# Ахмедов, Эмин Видади оглы
Эмин Видади оглы Ахмедов (азерб. Emin Vidadi oğlu Əhmədov; 6 октября 1986, Баку) — азербайджанский борец греко-римского стиля, член национальной сборной Азербайджана. Бронзовый призёр летних Олимпийских игр 2012 года в Лондоне.

## Биография
Эмин Ахмедов родился 6 октября 1986 года в Баку. Отец Ахмедова работает на заводе, мать же получила высшее образование, но не работает — домохозяйка. Также у Эмина есть брат и сестра.Эмин женат 
Борьбой начал заниматься в 1997 году, когда Эмину было 11 лет. На греко-римскую борьбу его записал дядя. Эмин Ахмедов начал ходить на тренировки в спортивный клуб «Хезер». По словам самого Ахмедова, у него с ранних лет был интерес к борьбе. 
В 2009 году занимает третье место на Кубке Ядигяра Имама в Куме (Иран) и на турнире Золотого Гран-при в Баку в весовой категории до 66 кг. В 2011 году уже в новой для себя весовой категории (до 74 кг) становится вице-чемпионом турнира Moscow Lights в Москве.
В апреле 2012 года становиться победителем проходившего в китайском Тайюане лицензионного турнира на Олимпийские игры 2012. На этих играх Ахмедов завоёвывает бронзовую медаль. 31 августа 2012 президент Азербайджана и Национального олимпийского комитета Ильхам Алиев наградил Ахмедова медалью «Тарагги» (Прогресс).
В конце 2015 года стал чемпионом Азербайджана в весовой категории до 80 кг.